# Limosella major
Limosella major är en flenörtsväxtart som beskrevs av Friedrich Ludwig Diels. Limosella major ingår i släktet ävjebroddar, och familjen flenörtsväxter. Inga underarter finns listade i Catalogue of Life.